# ام‌نجم اصفهانی
ام‌نجم، امةالله جنزی (؟ -۱۱۵۳م) (نام کامل:أمَةالله بنت هبةالله بن محمد بن ابراهیم) بانوی محدث اصفهانی ایرانی در سدهٔ ششم هجری بود. از ابومعمر شیبان بن عبدالله و محتسب برجی حدیث فراگرفت. سمعانی نیز او وی حدیث آموخت. در محرم ۵۴۸ق در اصفهان درگذشت.